# サーブ MFI-15
サーブ MFI-15/MFI-17
デンマーク空軍のT-17(MFI-17)
- 用途：練習機
- 設計者：ビョルン・アンドレアソン
- 製造者：SAAB
- 運用者：
  -  ノルウェー（ノルウェー空軍）
  -  デンマーク（デンマーク空軍）
  -  パキスタン（パキスタン空軍）他
- 初飛行：1969年7月11日
- 生産数：462機

サーブ MFI-15 サファリ（Saab MFI-15 Safari）は、スウェーデンのサーブ社が開発した軍民両用の軽飛行機である。同社に買収されたマルメ社の軽飛行機MFI-9の拡大発展型として開発され、1969年に初飛行を行った。

## 概要
機体は空冷水平対向4気筒のアブコ・ライカミング IO-360-A1B6エンジン単発で、肩翼配置の前進翼は良好な下方視界の確保に役立っている。試作機は当初、通常の低翼配置の水平安定板を有していたが、未整備の飛行場で運用する際の損傷を最小化するため後にT字型尾翼に変更された。降着装置は3輪式の固定脚だが、オプションで尾輪式にすることも可能だった。軍用型はMFI-17サポーター(Supporter)と名付けられ、訓練以外にも弾着観測や前線航空管制、COIN任務にも使用可能であった。
サーブ社はサファリとサポーターを合わせて約250機を製造し、1970年代末に製造を終了した。また、1976年からはパキスタンのPACがムシュシャク(Mushshak)の名称でライセンス生産と輸出を行い、150機以上を製造した。PACではさらに独自の改良を加えたスーパームシュシャク(Super Mushshak)も製造している。なお、ムシュシャクとはウルドゥー語で「達人」を意味し、原語の発音は「ムシャク」に近い。
1980年代には、スウェーデンで複合材製の延長翼と2本のスキーが取り付けられたMFI-18という名のモデルがテストされたが、実用化はされなかった。

## 派生型
- MFI-15 サファリ：民間型。

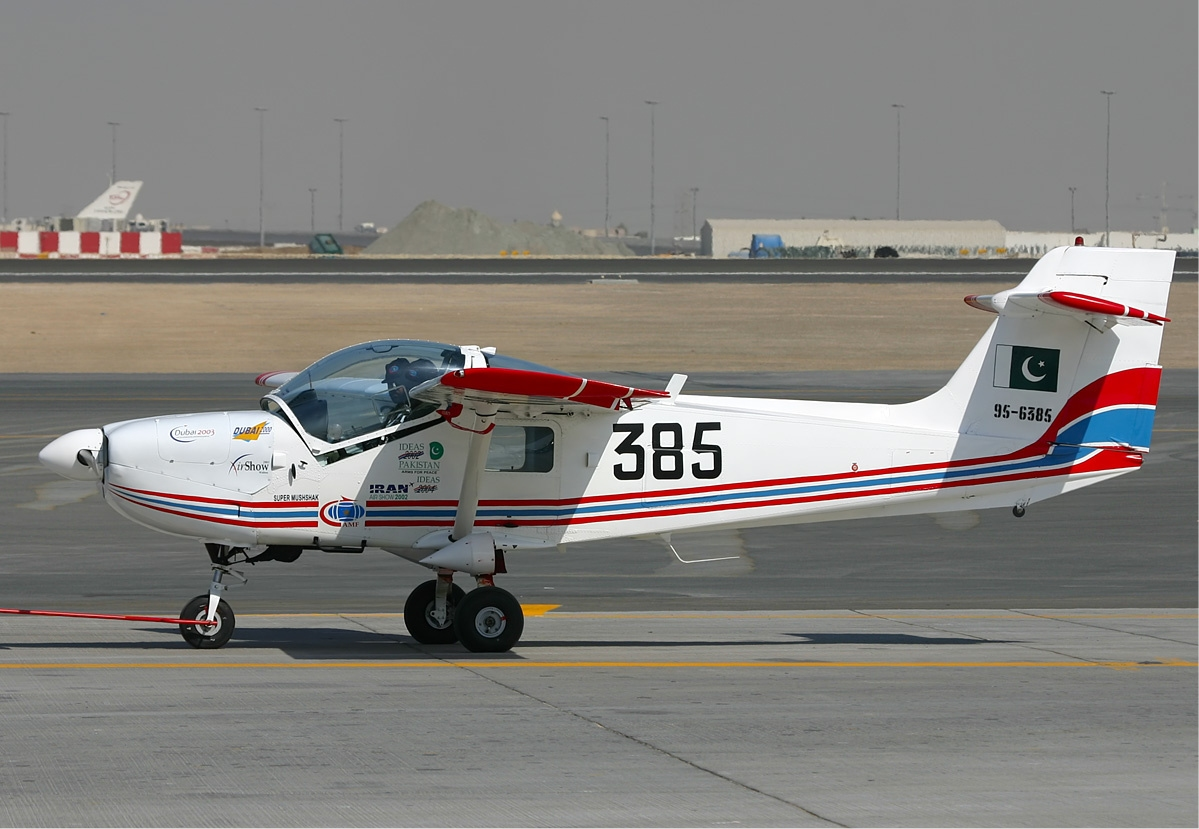
PAC MFI-395 スーパームシュシャク

- MFI-17 サポーター：軍用型。デンマークでの呼称はT-17。
- サファリTS：1機のみ試作。157 kW (210 hp)のターボチャージャー付エンジン搭載。
- MFI-17 ムシュシャク：パキスタンのPACによるライセンス生産モデル。
- MFI-395 スーパームシュシャク：ムシュシャクの改良型。

## 運用国

### サポーター
- デンマーク (32機)
- ノルウェー (23機)
- パキスタン (28機サーブから購入, 92機ノックダウンキットの組立)
- ザンビア (20機)

### ムシュシャク
- イラン (25機)
- オマーン (8機)
- パキスタン (149機)
- シエラレオネ (2機)
- シリア (6機)

### スーパームシュシャク
- パキスタン (20+機)
- サウジアラビア (20機)
- カタール(8機)
- ナイジェリア(10機)
- サウジアラビア(20機)
- イラク(12機)
- トルコ(52機)

## 要目
- 全長：7.10m
- 全幅：8.85m
- 全高：2.60m
- 翼面積：11.90m²
- 空虚重量：680kg
- 最大離陸重量：900kg
- エンジン：アブコ・ライカミング IO-360-A1B6 レシプロエンジン 1基　210hp
- 最大速度：262km/h
- 巡航速度：
- 航続距離：
- 乗員：2名